# 霍比特人：史矛革之战
《霍比特人：史矛革之战》（英語：The Hobbit: The Desolation of Smaug）是一部2013年古典奇幻冒险電影，为新西兰导演彼得·杰克逊所执导的霍比特人电影系列的第二部作品，前部为《霍比特人：意外旅程》。讲述哈比人比尔博·巴金斯继续与众人一同前往孤山寻找恶龙史矛革、并与之展开初次较量的冒险故事。2013年12月全球上映。

## 剧情
故事承接上集，在暂时躲过半兽人的追杀后，矮人远征队继续朝孤山进发。灰袍巫师甘道夫和矮人王子索林·橡木盾率领众人躲入换皮人（能在人与熊之间变换）比翁的房屋以摆脱半兽人的追击。半獸人首領阿索格遭到多爾哥多的召喚而離去，追殺矮人的任務由其部下波格延續。矮人隊伍預備要越過幽暗密林，而甘道夫在進入森林前因接受到凱蘭崔爾透過心灵感应發送的指示，便離開遠征軍而前往魯道爾荒陵（戒靈墓）勘查。索林等人在幽暗密林裏受到巨型蜘蛛的攻击，幸好在比爾博·巴金斯使用魔戒和宝剑的帮助下得到解救。同时，前来消灭蜘蛛的木精灵氏族将他们囚禁起来，过程中女精靈戰士陶烈兒对奇力产生了好感，而精靈王子勒苟拉斯则对此有所不满和嫉妒。在精灵城堡中巴金斯使用魔戒的隐身功能從守衛處偷得钥匙再次拯救众人。
十多人钻入酒桶顺河而下，并在外面再次与等候他们的半兽人展开较量，路上幸运得到陶烈兒和勒苟拉斯的帮助，然而成员奇力的一条腿却中了半兽人的毒箭而因此受伤。
甘道夫在魯道爾荒陵再次遇見瑞達加斯特，二人發現該處的墓穴已破、被咒語封印的九名戒靈已離去，甘道夫因此而醒悟到敵人已展開行動、準備大舉入侵中土世界，他明白矮人隊伍正身處險境，想趕回去支援，但瑞達加斯特却提示他：全世界皆處於巨大危險之中。
矮人使用金钱与人类水手巴德交易，钻入装满鱼的酒桶里进入长湖镇。最初一行人是躲在巴德家，但後來因偷拿兵器而被軍隊發現後，索林向长湖镇居民承诺打败巨龙后将分享其中的宝藏，因此得到了居民和镇长的欢迎和支持；但巴德却持著反對意見，他認為矮人的遠征會驚醒惡龍而帶來長湖鎮的毀滅。
索林带领手下等九人前往孤山争取在日落前进入山门，受伤的奇力则被迫留在巴德家里养伤，菲力、歐音和波佛三人留下照顾之。瑞達加斯特載甘道夫來到多爾哥多，甘道夫獨自進入探查，在其中發現了此前失蹤、發瘋的矮人索恩（索林的父親），甘道夫為索恩解除黑魔咒，却從其口中得知索倫正在收回眾戒，並與史矛戈聯軍，以向中土大陸發動攻擊、使黑暗降臨世界，甘道夫在恐懼之下帶索恩試圖逃出多爾哥多以警告大家，但在途中遭到黑暗魔君索倫的阻截，索恩被殺害，甘道夫法力亦不敵索倫的黑魔法，被摧毀法杖、囚於鐵籠中，稍後他見識到大批的半獸人軍團自多爾哥多出動，向中土大陸進發……。
索林在比爾博的協助下得以打開通往孤山的密門，此時作為「飛賊」的比爾博要面臨完成一個艱鉅的任務——进入孤山偷得一件宝贝——家傳宝石且不要惊动熟睡的史矛革。可是比爾博的举动还是惊醒了史矛革，于是与之展开言语与智力的对决。而巴德意识到索林等人是预言即将实现的证明，便准备到塔楼上准备好黑箭以对付史矛革，却被一早防备他、专制的镇长囚禁了起来。此時波格帶領的半獸人小隊趕到長湖鎮，入侵至巴德家，巴德的兒女與矮人們根本無力對付，幸虧勒茍拉斯與陶烈兒趕來支援，將半獸人擊退。陶烈兒拿著波佛找回來的藥草阿夕拉斯為奇力療傷，使其復原；另一方面勒茍拉斯則與波格展開決鬥。
索林等人在外面听到里面巨大的动静，于是进入孤山拯救孤单的巴金斯。众人利用史矛革的火焰啟動熔爐，並融化了大量金子以对付巨龙，可是史矛革不仅没有被制服，反而突破城门准备向长湖镇的居民展开报复，这时比爾博感到他们惹了一个大麻烦。

## 演员
- 馬丁·費里曼 飾 比爾博·巴金斯
- 伊恩·麥克連 飾 甘道夫
- 理查德·阿米塔格 飾 索林·橡木盾
- 班奈狄克·康柏拜區（動作、表情模擬捕捉） 聲演 史矛革、索倫
- 葛拉罕·麥克塔維什 飾 德瓦林
- 肯·史考特（英语：Ken Stott） 飾 巴林
- 埃丹·特納 飾 奇力
- 狄恩·歐葛曼（英语：Dean O'Gorman） 飾 菲力
- 馬克·哈德洛 飾 朵力
- 傑德·布拉非 飾 諾力
- 亞當·布朗（英语：Adam Brown (actor)） 飾 歐力
- 約翰·卡倫 飾 歐音
- 彼得·漢柏頓 飾 葛羅音
- 威廉·基契爾 飾 畢佛
- 詹姆斯·内斯比特 飾 波佛
- 史帝芬·杭特 飾 龐伯
- 麥可·佩斯伯蘭特（英语：Mikael Persbrandt） 飾 比翁
- 李·培斯 飾 瑟蘭督伊
- 奧蘭多·布魯 飾 勒苟拉斯
- 伊凡潔琳·莉莉 飾 陶烈兒
- 史蒂芬·弗莱 飾 長湖鎮鎮長
- 盧克·伊萬斯 飾 巴德
- 西爾維斯特·麥考伊 飾 瑞達加斯特
- 马努·贝内特 飾 阿茲格
- 勞倫斯·馬可 飾 波格
- 萊恩·蓋奇（英语：Ryan Gage） 飾 艾弗德
- 約翰·貝爾 飾 貝恩（Bain）

## 行銷

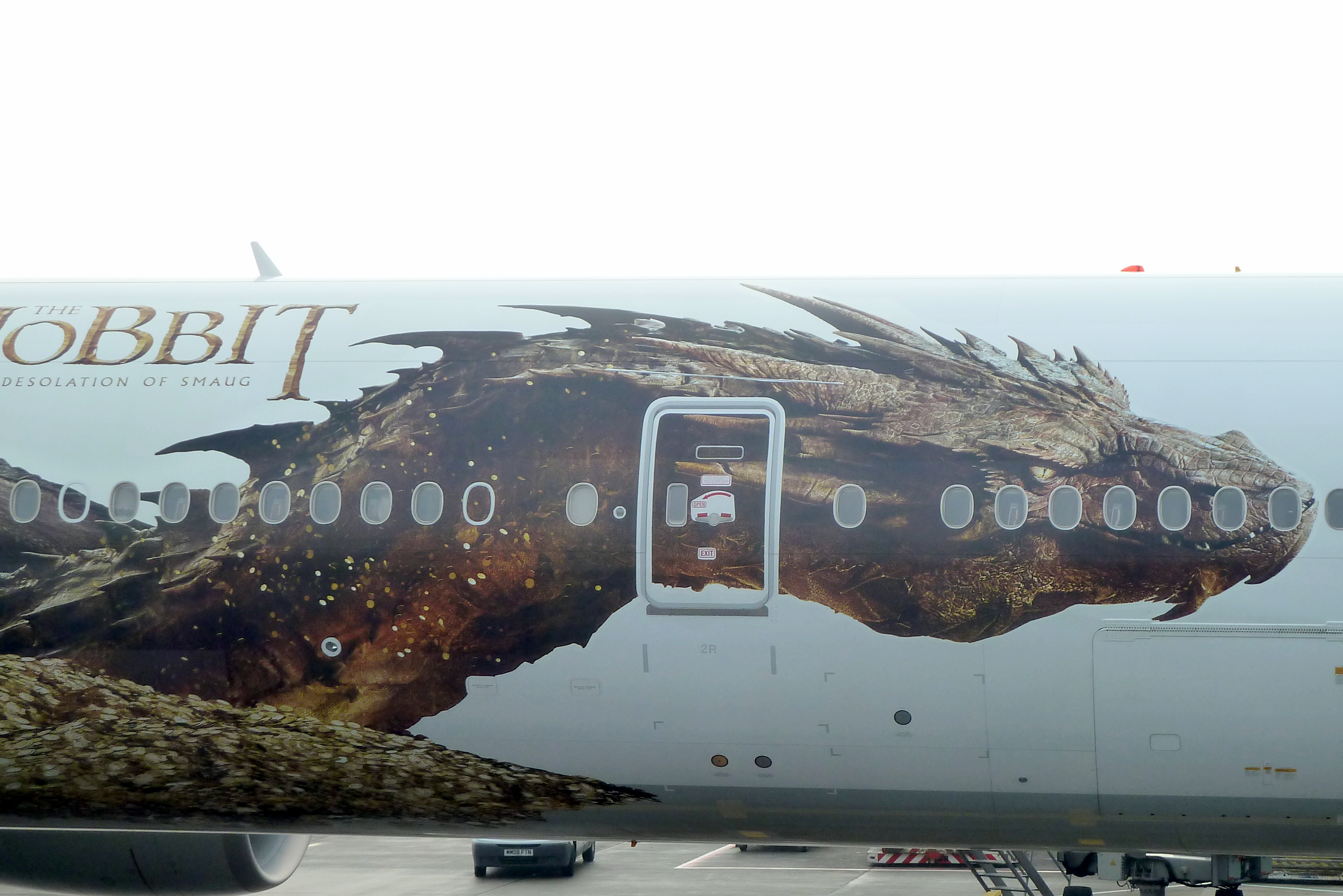
紐西蘭航空的一架飛機為宣傳本片而彩繪的惡龍史矛革造型。

2013年6月，電影公司發布本片的首支預告片，其中屬於原創角色的精靈族女戰士陶烈兒（伊凡潔琳·莉莉飾演）特別引起關注。隨後於同年10月釋出最終版預告片以及五款電影角色海報。
此外，紐西蘭航空仍延續2012年的傳統，於《哈比人：荒谷惡龍》全球首映前兩週之時推出一支名為《中土世界近在咫尺》的飛安宣導短片，協助宣傳。
2014年1月，電影公司專門針對中國大陸觀眾發布了一道影片，由飾演比爾博的演員馬丁·費里曼用中文向觀眾拜年。

## 發行

### 評價
媒体综评66分，其中《帝国》杂志给出满分；烂番茄新鲜度74%，收获许多正面评价，整体质量明显高于前作。
美媒认为：“一部畅快淋漓的娱乐大片，一个令人心神愉快的童话寓言”，“中土世界在傑克森的执掌下再次焕发出动人心魄的生机与魅力，在《意外旅程》基础上的进步显而易见，整部影片用无与伦比的视觉奇观引导我们步入深不可测的未知之旅”，“費里曼成功地打造出原著小说中的那个比尔博，并将整部影片变成了他的秀场”，“‘斯矛戈’是与众不同的，本片比前作更加出彩的地方在于它为每一个角色赋予了更加喧闹却更加真实的生活”，“影片不但贡献了影史最为出色的“龙”造型，其他特技效果也堪称奇迹”，“并没有因为原著“儿童文学”的定位而束手束脚，虽然有大量动作戏但依然保持着健康而无害的面相”。
《明報》的石琪給予電影3顆星（最高5顆）。他說：「全片鬼斧神工的攝製科技實在超級，不能不佩服。可惜不能要求戲味，劇情則難免無頭無尾，大概第三集才會傾盡全力吧？」

### 票房
美国首周末收获7368万美元列第一位，但是不及预期。该成绩位列影史12月开画榜第四位，前三位分别是《霍比特人：意外旅程》（8477万）、《我是传奇》（7721万）和《阿凡达》（7702万）。次周末收获3145万蝉联冠军，累计1.275亿。第三周末收2985万实现三连冠累计1.901亿，成为《地心引力》后2013年的又一部三连冠作品。第四周末收1625万列第三，累计2.29亿。截至2015年，美国收获2.584亿，比起第一部的3.03亿有大幅度削减，其他地区累计7.02亿，全球票房达9.604亿美元，为2013年度全球票房第四高的电影。
香港首周收获1116万港币列第一，次周收获812万列第二。在欧洲地区，《霍比特人2》创造了巨额票房，（德国8810万）、法国（4462万）、英国（7028万）、俄国（4503万）、澳大利亚（3457万）。中国首周三天收获2.07亿人民币列第一，次周收1.65亿蝉联冠军，第三周收7000万列第二位，三周累计4.4亿，第四周收2250万列第三位，最终累计票房达到4.68亿。
| 上一届： 《冰雪奇緣》           | 2013年美國週末票房冠軍 第50、51、52周              | 下一届： 《2014年美國週末票房冠軍》                       |
| 上一届： 《飢餓遊戲：星火燎原》 | 2013年台北週末票房冠軍 第50、51周                  | 下一届： 《浪人47》                                       |
| 上一届： 《掃毒》               | 2013年香港一週票房冠軍 第49周（12月9日－12月15日） | 下一届： 《风暴》                                         |
| 上一届： 《北京爱情故事》       | 2014年中国一周票房冠军 第8-9周（2月17日—3月2日）   | 下一届： 《机械战警》                                     |
| 上一届： 《鼴鼠之歌：密探玲二》 | 2014年日本週末票房冠軍 第9周                       | 下一届： 《哆啦A夢新篇：大雄的大魔境－柏高與5人之探險隊》 |

## 奖项
第67届英国电影学院奖
- 提名-最佳化妆&造型
- 提名-最佳特效

第86届奥斯卡金像奖
- 提名-最佳视觉效果：Joe Letteri, Eric Saindon, David Clayton 与 Eric Reynolds
- 提名-最佳音效剪辑：Brent Burge
- 提名-最佳混音：Christopher Boyes, Michael Hedges, Michael Semanick 与 Tony Johnson